# Heteromysis floridensis
Heteromysis floridensis är en kräftdjursart som beskrevs av Brattegard 1969. Heteromysis floridensis ingår i släktet Heteromysis och familjen Mysidae. Inga underarter finns listade i Catalogue of Life.